# Ботаевский Мох
Ботаевский Мох — болото в Архангельской области и Карелии, Россия. Находится на межселенной территории Онежского муниципального района.
Расположено на севере Восточно-Европейской равнины, на северных склонах хребта Ветреный Пояс.
Ботаевский Мох — исток Унежмы, реки бассейна Белого моря.
Координаты: 63°38’55"N 36°30’5"E. Код в ГВР — 03010000213099000000110.